# Les Collecteurs
Les Collecteurs (titre original : Collecting Team) est une nouvelle humoristique de science-fiction de Robert Silverberg.

## Thématique
La nouvelle fait partie des récits dans lesquels le chasseur sûr de lui et dominateur devient lui-même une proie, à son corps défendant.

## Publications

### Publications aux États-Unis
La nouvelle est parue aux États-Unis en décembre 1956 sous le titre Collecting Team dans le magazine Super Science Fiction. 
Elle a été publiée par la suite sous le titre Catch 'Em All Alive (« Prenez-les tous vivants »).
De 1956 à 2012, si l'on ne tient compte que des seuls États-Unis, du Royaume-Uni et de la France, la nouvelle a été publiée à une vingtaine de reprises, que ce soit dans des recueils consacrés à Silverberg ou des anthologies regroupant des nouvelles d'auteurs différents.

### Publications en France
Elle est parue en langue française en 2002, aux éditions Flammarion, dans le recueil Le Chemin de la nuit (grand format) avec une traduction de Jacques Chambon. Une nouvelle édition en format poche est intervenue en 2004 avec la même traduction. 
Elle est l'une des 124 meilleures nouvelles de Silverberg sélectionnées pour l'ensemble de recueils Nouvelles au fil du temps, dont Le Chemin de la nuit est le premier tome.

### Publications dans d'autres pays
La nouvelle a été publiée :
- en Allemagne :
  - en 1974 sous le titre Der Zoo ;
  - en 1977 sous le titre Eine Goldgrube für Zoologen ;
- en Croatie, en 1981, sous le titre Sakupljačka ekipa ?.

## Résumé
Une expédition composée de trois humains se pose sur une planète fort avenante. Des prés, des rivières, des sources, des collines. Et aussi beaucoup d'animaux, de toutes tailles, de toutes couleurs, de toutes formes, pacifiques et placides.
Les membres de l'équipage envisagent de ramener nombre de ces animaux dans les soutes, pour les vendre à des parcs zoologiques sur Terre : nul doute qu'on en tirera un bon prix.
Ce plan est d'autant plus envisageable qu'aucune espèce intelligente ne semble vivre sur la planète, et que tous les animaux qui se sont approchés sans peur près du vaisseau sont des herbivores.
De beaux animaux sont donc « collectés » (d'où le titre de la nouvelle) et placés dans les soutes.
Mais au moment du départ, on découvre que les commandes ont été sabotées. Comme ils ne sont que trois, l'ambiance se détériore rapidement, chacun soupçonnant l'autre. Le commandant procède aux travaux de réparation. Mais le poste de commande est encore détérioré. Puis un troisième sabotage a lieu.
Très inquiets, les astronautes décident de sortir les animaux des soutes : en effet, peut-être que l'un d'entre eux, par télépathie, commandait leurs actes et leur faisait commettre les dégradations ?
Mais même sans la présence des animaux à bord, les sabotages continuent, de manière inexplicable.
Les astronautes finissent par comprendre qu'ils sont bloqués sur la planète, parce qu'« on » ne veut pas qu'ils partent. Ils sont bloqués sur une planète qui ressemble finalement à un gigantesque zoo, dont ils sont l'une des espèces : eux aussi ont été « collectés », par plus intelligents et plus puissants qu'eux…